# Gabriel Asaad

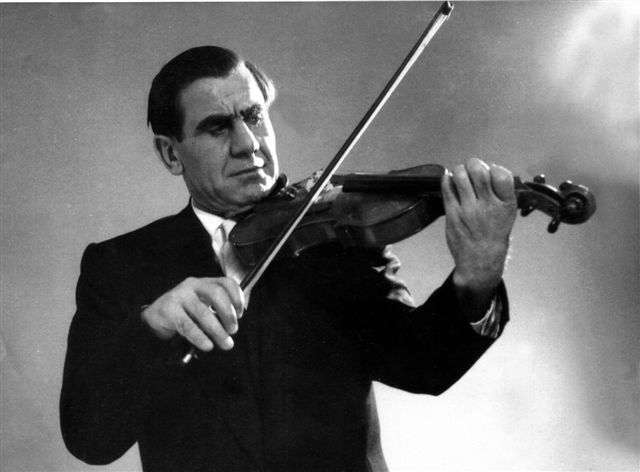
Gabriel Asaad im Jahre 1962

Gabriel Asaad (syrisch ܓܒܪܐܝܠ ܐܣܥܕ‎; * 18. März 1907 in Midyat, Mardin; † 6. Juli 1997 in Stockholm) war ein assyrischer Komponist und Musiker. Er war zudem ein assyrischer Nationalist.
Unter den klassischen Liedern von Gabriel Asaad sind Ho Donho Schemscho (ܗܐ ܕܢܚܐ ܫܡܫܐ „Die Sonne scheint“), Motho Rhimto (ܡܬܐ ܪܚܝܡܬܐ „Geliebte Nation“) und Moth Beth-Nahrin (ܡܬܝ ܒܝܬܢܗܪܝܢ „Mesopotamien, meine Nation“). Gabriel Asaad zählt zu den Pionieren der assyrischen Musik und komponierte das erste Lied auf Syrisch aus der modernen Zeit: Othuroye Ho Mtoth Elfan l-Metba‘ (1926, ܐܬܘܪܝܶܐ ܗܐ ܡܛܬ ܐܠܦܢ ܠܡܛܒܥ „Assyrer, unser Schiff ist auf dem Wege zu Sinken“).